# Lista de presidentes da Bielorrússia
Esta é uma lista de líderes da Bielorrússia desde sua primeira independência, em 1918, incluindo seus presidentes antes e depois da era soviética, e os próprios líderes soviéticos, que, ao contrário dos presidentes, não eram chefes de Estado formais.

## Lista de líderes

### República Popular da Bielorrussa

#### Presidente
- Ivan Syerada (9 de março de 1918 - 19 de maio de 1918)
- Zmicier Zhylunovich (1 de janeiro de 1919 - 4 de fevereiro de 1919)
- Alexander Miasnikian (4 de fevereiro de 1919 - 27 de fevereiro de 1919)
- Pyotra Krecheuski (13 de dezembro de 1919 - 4 de fevereiro de 1920)

### República Socialista Soviética Lituano-Bielorrussa

#### Presidente do Comitê Executivo Central
- Kazimierz Cichowski (27 de fevereiro de 1919 - 31 de julho de 1920)

### República Socialista Soviética da Bielorrússia

#### Secretário Executivo do Partido Comunista da Bielorrússia
- Vilhelm Knorin (9 de agosto de 1920 - 30 de dezembro de 1922)
- Waclaw Bogucki (30 de dezembro de 1922 - 12 de fevereiro de 1924)
- Aleksandr Osatkin-Vladimirsky (12 de fevereiro de 1924 - 29 de setembro de 1924)
- Alexander Krinitsky (13 de maio de 1924 - 22 de dezembro de 1925)

#### Primeiro Secretário do Partido Comunista da Bielorrússia
- Nikolay Goloded (22 de dezembro de 1925 - 7 de maio de 1927)
- Vilhelm Knorin (7 de maio de 1927 - 4 de dezembro de 1928)
- Yan Gamarnik (4 de dezembro de 1928 - 5 de novembro de 1929)
- Konstantin Gey (8 de janeiro de 1930 - 18 de janeiro de 1932)
- Nikolay Gikalo (18 de janeiro de 1932 - 18 de março de 1937)
- Vasily Sharangovich (18 de março de 1937 - 17 de julho de 1937)
- Yakov Yakovlev (17 de julho de 1937 - 8 de agosto de 1937) (interino)
- Aleksei Volkov (11 de agosto de 1937 - 18 de junho de 1938)
- Panteleimon Ponomarenko (18 de junho de 1938 - 7 de março de 1947)
- Nikolai Gusarov (7 de março de 1947 - 31 de maio de 1950)
- Nikolai Patolichev (31 de maio de 1950 - 28 de julho de 1956)
- Kirill Mazurov (28 de julho de 1956 - 30 de março de 1965)
- Pyotr Masherov (30 de março de 1965 - 4 de outubro de 1980)
- Vladimir Brovikov (4 de outubro de 1980 - 16 de outubro de 1980) (interino)
- Tikhon Kiselyov (16 de outubro de 1980 - 11 de janeiro de 1983)
- Vladimir Brovikov (11 de janeiro de 1983 - 13 de janeiro de 1983) (interino)
- Nikolay Slyunkov (13 de janeiro de 1983 - 6 de fevereiro de 1987)
- Yefrem Sokolov (6 de fevereiro de 1987 - 28 de julho de 1990)

#### Presidente do Conselho Supremo
- Mikalay Dzyemyantsyey (18 de maio de 1990 - 25 de agosto de 1991)
- Stanislav Shushkevich (25 de agosto de 1991 - 19 de setembro de 1991)

### República da Bielorrússia
| Nº                             | Presidente                     | Presidente                     | Eleição vencida                    | Início do mandato              | Fim do mandato                 | Partido                        |
| Presidente do Conselho Supremo | Presidente do Conselho Supremo | Presidente do Conselho Supremo | Presidente do Conselho Supremo     | Presidente do Conselho Supremo | Presidente do Conselho Supremo | Presidente do Conselho Supremo |
| ------------------------------ | ------------------------------ | ------------------------------ | ---------------------------------- | ------------------------------ | ------------------------------ | ------------------------------ |
| 1                              |                                | Stanislav Shushkevich          | -                                  | 19 de setembro de 1991         | 26 de janeiro de 1994          | Independente                   |
| ―                              |                                | Vyacheslav Kuznetsov           | -                                  | 26 de janeiro de 1994          | 28 de janeiro de 1994          | Independente                   |
| 2                              |                                | Myechyslaw Hryb                | -                                  | 28 de janeiro de 1994          | 20 de julho de 1994            | Independente                   |
| Presidente da República        |                                |                                |                                    |                                |                                |                                |
| 1                              |                                | Alexander Lukashenko           | 1994 2001 2006 2010 2015 2020 2025 | 20 de julho de 1994            | presente                       | Independente                   |